# Павлік Морозов. Епічна трагедія
«Павлік Морозов» — п'єса українського письменника Леся Подерв'янського на три дії, написана суржиком із широким використанням ненормативної лексики. Це незвичний погляд на вчинок радянського піонера Павлика Морозова.
П'єсу включено до списку «100 найкращих українських літературних творів за версією Українського ПЕН-клубу».

## Сюжет
Крізь тайгу йде загін піонерів зі вчителем атеїзму. Вони чують пугача («філіна») та висловлюють здогадки, що це насправді «фашист» або «ексгібіціоніст». Піонер Павлік Морозов вихваляється, що любить бити людей і тварин і неодмінно поб'є пугача. Павлік збиває пугача, піонери б'ють птаха та трощать дерева навколо.
Коли загін пішов, з'являється генерал Власов. Він розпитує побитого пугача, що тут відбулося, лається на атеїстів, які знищили духовність і не дали нічого натомість. Приходить Пєлагєя Нилiвна, мати Павліка, та жаліється на життя. Пугач розповідає, що десь поруч живе пророк Аполлона, який навчить правильно жити. На галявину виходить подібний на мавпу Павєл Власов, генерал Власов заманює його до пастки в оркестровій ямі.
Дія переноситься в «гидке болото з отруєними випарами i сюрреалiстичними мiражами», на якому стоїть храм Аполлона, грубо зроблений з дерева і на курячих лапах, як хата Баби-Яги. Сава Морозов, батько Павліка, вихваляє краєвид і «нравствєнноє начало» російських мужиків. Його друг Щукін заперечує ці слова та мріє про появу Аполлона, яка все вирішить. Зненацька храм на своїх курячих ногах підходить до них. З храму виходить Микола Островський. Сава каже, що Островський — несправжній пророк. Островський б'є його та всіх навколо, п'є горілку і обіцяє всіх побити ще більше.
Загін піонерів приходить до болота, вчитель атеїзму розповідає піонерам, як там колись усе буде гарно облаштовано. З болота вилазить потворна Альонушка та загризає вчителя атеїзму. Павлік радіє з цього. Піонери кланяються перед Островським, каються за те, що не вірили в Аполлона. Павлік обіцяє бити не всіх, а лише тих, на кого вкаже пророк. Сава єдиний виступає проти, пророк наказує піонерам задушити його. Павлік задушує батька.
Пєлагєя Нилiвна з генералом Власовим i пугачем опиняються біля храму, кланяються йому. Пєлагєя здогадується, що Власов служить фашистам, кличе піонерів учинити над ним розправу. Павлік Морозов наказує втопити Власова в болоті. Потім Павлік помічає Альонушку та біжить за нею. Пєлагєя відмовляє його, тоді Павлік убиває матір. Небом проносяться всілякі потвори, храм повертається в болото, всім, крім Павліка та пугача, йдуть за храмом.
На галявині сидять еринії, що мріють зустріти «пацанчиків красивих». До них спускається з неба жахливий Клімакс і б'є ериній, змушує їх марширувати та говорити по-солдатськи.
Павлік натрапляє на лігво Сфінкса, що хоче з'їсти піонера, якщо той не відгадає його загадок. Павлік усе відгадує, б'є Сфінкса мішком зі своє мертвою матір'ю та душить сфінксенят. Еринії з захватом спостерігають за цим. Разом з Павліком вони лізують до лігва Сфінкса, де займаються сексом. Потім туди залазять Альонушка i Іванушка. Пугач дивиться на це й нарікає на своє життя. Павєл Власов вривається на галявину, трощить дерева. Павлік б'ється з ним, убитий Павєл падає на Павліка та розчавлює його.

## Дійові особи
- Павлік Морозов — піонер, «атлетичний юнак, нордична краса і гітлерюгіндівська зачіска».
- Сава Морозов — батько Павліка Морозова, бородатий.
- Щукін — друг Сави
- Пєлагея Нилівна — жінка Сави Морозова, мати Павліка Морозова.
- Павєл Власов — побочний син Пєлагеї Нилівни, «здоровенний, схожий на Кінг-Конга мужик, сильний і неймовірно тупий».
- Генерал Власов — батько Павла Власова, коханець Пелагеї Нилівни, фашистський перевертень і таємний агент Канаріса.
- Канаріс — шеф абверу Третього Рейху, в трагедії не з'являється, але регулярно згадується.
- Філін — здоровенна і жирна сова, виконує обов'язки агента генерала Власова.
- Учітель атеїзму — «плюгавий мужчина в бухгалтерських нарукавниках».
- Альонушка і Іванушка — фольклорні потвори.
- Сфінкс — кровожерна, підступна міфологічна потвора.
- Микола Островський — сліпий пророк храму Аполлона.
- Танатос — демон смерті.

## На сцені театру
У квітні 2011 року відбулася прем'єра вистави «Павлік Морозов». Постановником вистави, а в подальшому й усіх інших, став україно-німецький режисер Андрій Крітенко. Склад трупи був такий: Євген Капорін, Микола Вересень, Alloise, Андрій Середа, Сергій Солопай, Лі Берлінська, Олег Примогенов, Єгор Пчелкин та інші.

## Сприйняття
Арсен Цимбалюк в УНІАН описав зміст сюжету так: це поєднання радянської і античної міфології, в якому Павлік Морозов уособлює радянського піонера та нечисту силу водночас. Отримавши підтвердження від пророка, що боги існують, він посягає на місце Зевса. На шляху до влади він убиває спочатку генерала Власова та своїх батьків, а потім змагається зі своїм зведеним братом, страхітливим чудовиськом Павлом Власовим, поки обоє не гинуть.